# سارة ساذرلاند
سارة ساذرلاند (بالإنجليزية: Sarah Sutherland)‏ هي ممثلة أمريكية، ولدت في 18 فبراير 1988 في لوس أنجلوس في الولايات المتحدة.

## وصلات خارجية
- سارة ساذرلاند على موقع IMDb (الإنجليزية)
- سارة ساذرلاند على موقع روتن توميتوز (الإنجليزية)
- سارة ساذرلاند على موقع قاعدة بيانات الفيلم (الإنجليزية)